# Головков, Игорь Михайлович
Игорь Михайлович Головков (17 мая 1990, Москва) — российский хоккеист, защитник. 4 августа 2025 завершил игровую карьеру.

## Клубная карьера
Воспитанник московского ЦСКА. Начал профессиональную карьеру в 2007 году в составе московского «Динамо», выступая до этого за его фарм-клуб. В своём дебютном сезоне в Суперлиге провёл на площадке 6 матчей, после чего на драфте Канадской хоккейной лиги был выбран в 1 раунде под общим 38 номером клубом «Драммондвилл Вольтижерс». Сезон 2008/09 Головков начал в QMJHL, однако уже после пяти матчей вернулся в «Динамо». В сезоне 2009/10 завоевал место в основном составе московского, проведя 34 матча и набрав 2 (1+1) очка.
По окончании сезона подписал контракт с петербургским СКА. Однако в составе не появился, весь сезон проведя в ВХЛ в составе ХК ВМФ, где в 44 матчах набрал 4 (1+3) очка и 168 минут штрафа. 9 августа 2011 года Головков был обменян в чеховский «Витязь».

## Карьера в сборной
В составе сборной России Игорь Головков принимал участие в мемориале Ивана Глинки, Мировом кубке вызова U19, юниорском чемпионате мира 2008 года, на котором он вместе с командой стал серебряным призёром, а также молодёжном первенстве 2009 года, которое принесло ему бронзовые награды. На этих турнирах Игорь провёл 13 матчей, в которых набрал 4 (2+2) очка.

## Достижения
- Серебряный призёр юниорского чемпионата мира 2008.
- Бронзовый призёр молодёжного чемпионата мира 2009.

## Статистика
| Легенда | Легенда                    | Легенда | Легенда                   | Легенда | Легенда    |
| ------- | -------------------------- | ------- | ------------------------- | ------- | ---------- |
| И       | Количество проведённых игр | Штр     | Штрафное время            | +/−     | Плюс-минус |
| Г       | Голы                       | П       | Голевые передачи          | О       | Очки       |
| -       | Статистика неизвестна      | —       | Статистика не учитывалась |         |            |

### Клубная карьера
- a В этом сезоне в «Плей-офф» учитывается статистика игрока в Кубке Надежды.

### Международные соревнования
В своём единственном матче за СКА с «Каролиной Харрикейнз» Головков вышел на площадку на несколько минут, подравшись в концовке игры с защитником Джеем Харрисоном.
Отец Михаил Головков в 2006—2009 годах был президентом ХК «Динамо» (Москва), а с 2012 президент ХК «Витязь»